# Visar Bekaj
Visar Bekaj  född 24 maj 1997 i Pristina i Kosovo i Jugoslavien, är en kosovoalbansk fotbollsspelare (målvakt) som spelar för den albanska klubben KF Tirana.